# Sticherus rufus
Sticherus rufus là một loài dương xỉ trong họ Gleicheniaceae. Loài này được J. Gonzales & A.R. Sm. mô tả khoa học đầu tiên năm 2011.
Danh pháp khoa học của loài này chưa được làm sáng tỏ. 